# سهره توسی
سهره توسی(نام علمی: Haplospiza rustica) نام یک گونه از تیره زردپره‌ایان است.